# Pavilon K
Pavilon K byla jedna z výstavních budov brněnského výstaviště, postavená roku 1963 v sousedství Bauerova zámečku a zbouraná roku 2017. Stavba čtvercového půdorysu kombinovala ocelové sloupy s prostorovou příhradovou deskou. Po stranách budovy se nacházely dvě mírně převýšené prosklené haly.

## Historie
Téměř na stejném místě stávala stavba dřevěné konstrukce z roku 1958, která rovněž nesla označení pavilon K. Stavba byla postavena na půdorysu písmene T a měla plochu 1650 m². Měla lamelovou střechu s hliníkovou krytinou, podlaha byla betonová. Do budovy se vstupovalo čtyřmi vchody. Výška výstavních prostor se pohybovala od 2,6 do 10 metrů. Pavilon nebyl vhodný pro celoroční provoz, protože nebyl vytápěn.

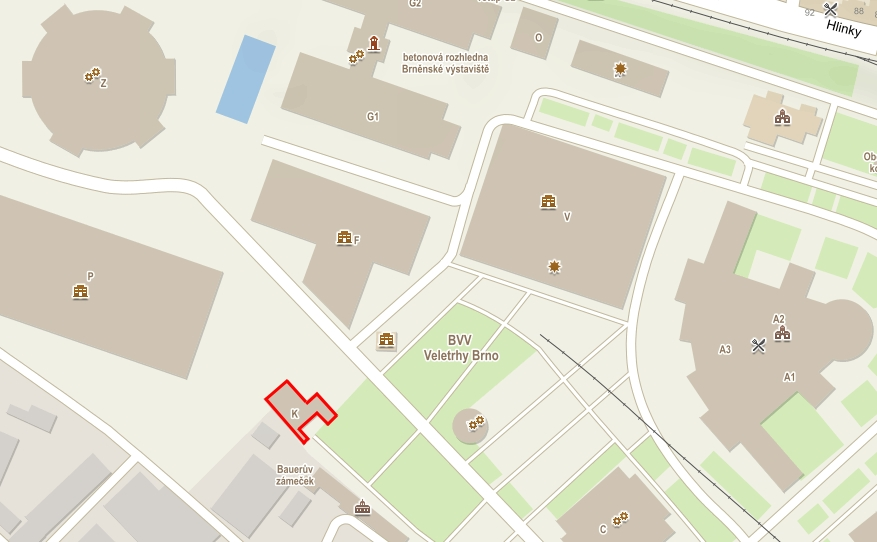
Pavilon K na mapě brněnského výstaviště

Roku 1963 byla dřevostavba nahrazena novým pavilonem K podle návrhu architekta Antonína Ševčíka. Stavitelem ocelové konstrukce byl Radúz Russ, který použil systém jehlanů ze svařených ocelových trubek. Tento postup byl ve své době poměrně častý a Brněnské veletrhy a výstavy ho využily též u pavilonů K1, V, X, Transporta, P či R.
Přestože byla stavba v pozdějších letech několikrát opravována, postupně chátrala, a také její konstrukce se nakonec ukázala být pro pořádání výstav nevyhovující. V letech 2001 až 2011 se v budově už žádné výstavy nekonaly a sloužila pouze jako skladiště. Když se v lednu roku 2010 zřítila pod náporem sněhu střecha podobně konstruovaného pavilonu R, bylo rozhodnuto, že pavilon K bude raději zbourán. K tomu nakonec došlo až roku 2017, přičemž ztracené prostory byly kvůli pořádání Mezinárodního veletrhu zemědělské techniky Techagro nakrátko nahrazeny provizorní montovanou trojhalou z hliníku a skla.